# Daphne Maxwell Reid
Daphne Maxwell Reid (New York, 13 luglio 1948) è un'attrice statunitense.

## Biografia
Deve la sua fama all'interpretazione di Vivian Banks dalla quarta alla sesta stagione della sitcom Willy, il principe di Bel-Air con Will Smith, dal 1993 al 1996. Dal 1982 è la moglie di Tim Reid, anch'egli attore.
Attrice anche in una puntata del telefilm A-Team (stagione 3 episodio 17) dal titolo Zanne!.